# CAIC WZ-10
CAIC WZ-10은 중국 CAIC에서 개발한 중국 최초의 공격형 헬리콥터이다.

## 역사

### 배경
1990년대, 인민해방군은 20년 이상 사용해온 헬기 Z-9를 계속 사용하는 것은 부적절하다는 판단 하에 무기청의 헬기동에서 차기 헬기 프로젝트를 시작했다. AH-64 아파치를 상정해서 아파치를 대처하기 위한 스펙으로 디자인했다. 상하이의 군관 Gao Zhuo씨는 "인민해방군은 3,000대의 수송헬기 및 다목적 헬기를 필요로 할 것"이라고 입장을 밝혔다.

### 디자인
중국과 러시아 측이 개발 계약을 체결했다. 러시아 방산업체 Kamov는 중국과 협력하여 중량, 속도 및 탑재 하중과 같은 기본 사양을 설정한 후 헬리콥터를 자유롭게 설계 할 수 있었다. Kamov는 헬리콥터 설계를 설계, 테스트 및 검증 한 후 중국 팀에 제공했다. 러시아에서 설계되었지만 프로토 타입 제작, 비행 테스트 및 추가 개발은 중국에서 수행했다.

### 함상헬기
중국은 072A 상륙함에서 갑판 시험을 수행하는 Z-10 헬리콥터 사진을 공개했다.

### 정치적 사안
2012년 6월, 미국은 CAIC Z-10의 개발을 지원 한 엔진 제어 소프트웨어를 중국에 판매 하도록 한 UTC(유니티드 테크놀로지)사와 자회사,  Pratt & Whitney Canada 와 Hamilton Sundstrand에 청구했다. 중국 국방부는 중국이 소프트웨어를 구입하거나 사용했다는 사실을 부인했지만 Pratt & Whitney Canada와 Hamilton Sundstrand는 혐의를 해결하기 위해 미국 정부에 7,500 만 달러 이상을 지불하는데 동의했다.

## 개요

### 제조
강철보다 20% 가벼운 특수소재를 채택했다. 중국에게 제조능력을 기대할 수 없는 수준의 소재를 보유한 정황은 다음과 같았다. 해당 항공기의 부품은 대부분 중국 기술이 아닌, 미국등 민주주의 국가의 선진 기술력을 수입한 것으로 밝혀졌다. 더 나아가 미국의 스텔스 기술도 중국이 유출한 사건처럼 기술을 빼왔을 가능성도 충분히 열어둘 수 있다.

### 조종석
중국 공식 통신사의 비디오 보도에 따르면 대부분의 공격 헬리콥터의 기존 배치와는 다르다. 조종석의 캐노피는 태양의 눈부심을 방지하기 위해 특별히 처리되었으며, 추가 옵션으로 무두질 된 버전도 위장 목적으로 사용할 수 있지만 표준은 아니다. 캐노피의 방탄 유리는 두께가 38mm에 달할 수 있으며 최대 .50 구경 크기의 기관총에서 발사되는 파편과 탄약의 직접적인 타격을 견딜 수 있다. 향상된 보호를 위해 추가 장갑판을 장착 할 수 있다.

### 전자장비
사격 통제 레이더 (FCR)는 AH-64D Apache Longbow에 사용되는 AN/APG-78과 유사한 단일 안테나를 사용하는 서양식 접근 방식을 채택했다. 레이더는 YH로 지정되며 Yu Huo (浴 火)의 줄임말로 불 속의 목욕을 의미한다. 밀 Mi-28에서 사용되는 우크라이나제 레이더 Khinzhal MMW FCRN 무게는 약 150kg인데 비해, WZ-10의 레이더인 YH는 69.1kg에 불과하다. 전자기술의 발달로 가벼울 수 있었다.

### 전자전
YH-96 (Yu Huo)로 대표되는 EW 장비를 장착해서 최신 전자전 능력을 보유하고 있다고 중국 측에서 주장하고 있다.

## 비교
WZ-10는 최대이륙중량 7톤으로서, AH-64 아파치(10톤), AH-1Z(8.4톤)보다 작고, 유로콥터 타이거(6톤) 보다는 약간 크다.
- AH-64 아파치,  미국, 최대이륙중량 10톤, 1890마력 엔진 2개
- AH-1Z,  미국, 최대이륙중량 8.4톤, 1800마력 엔진 2개
- WZ-10,  중국, 최대이륙중량 7톤 이상, 1350마력 엔진 2개
- 유로콥터 타이거,  유럽 연합, 최대이륙중량 6톤, 1303마력 엔진 2개

## 제원(추정)
정보의 출처: jczs
일반 특성
- 승무원: 2
- 길이: 14.15 m (ft)
- 로터직경: 13.0 m[5] (ft)
- 높이: 3.85 m (ft)
- 공허중량: 5,540 kg[5] (lb)
- 탑재중량: 7,000 kg (lb)
- 유효탑재량: 1,500 kg[5] (lb)
- 최대이륙중량: 7,000+ kg (lb)
- 엔진: 2× WZ-9 turboshaft[5], 1000 kw (1350 shp)  각각

성능
- 최대속도: 300+ km/h[5]
- 순항속도: 270+ km/h[5]
- 항속거리: 800+ km[5] ()
- 상승한도: 6,400 m (ft)
- 상승률: over 15 m/s[5] (ft/min)

무장
- 기관포: 23*115 mm revolver gun, 25*137 mm M242 Bushmaster chain gun or 30*165 mm 2A72  autocannon mounted on chin turret (optional 35 mm QLZ04 or 40 mm LG3 automatic grenade launchers, or 12.7 or 14.5 mm Gatling gun)
- 무기장착점: 4
- 로켓: 57 mm, 90 mm multi-barrel unguided rocket pods

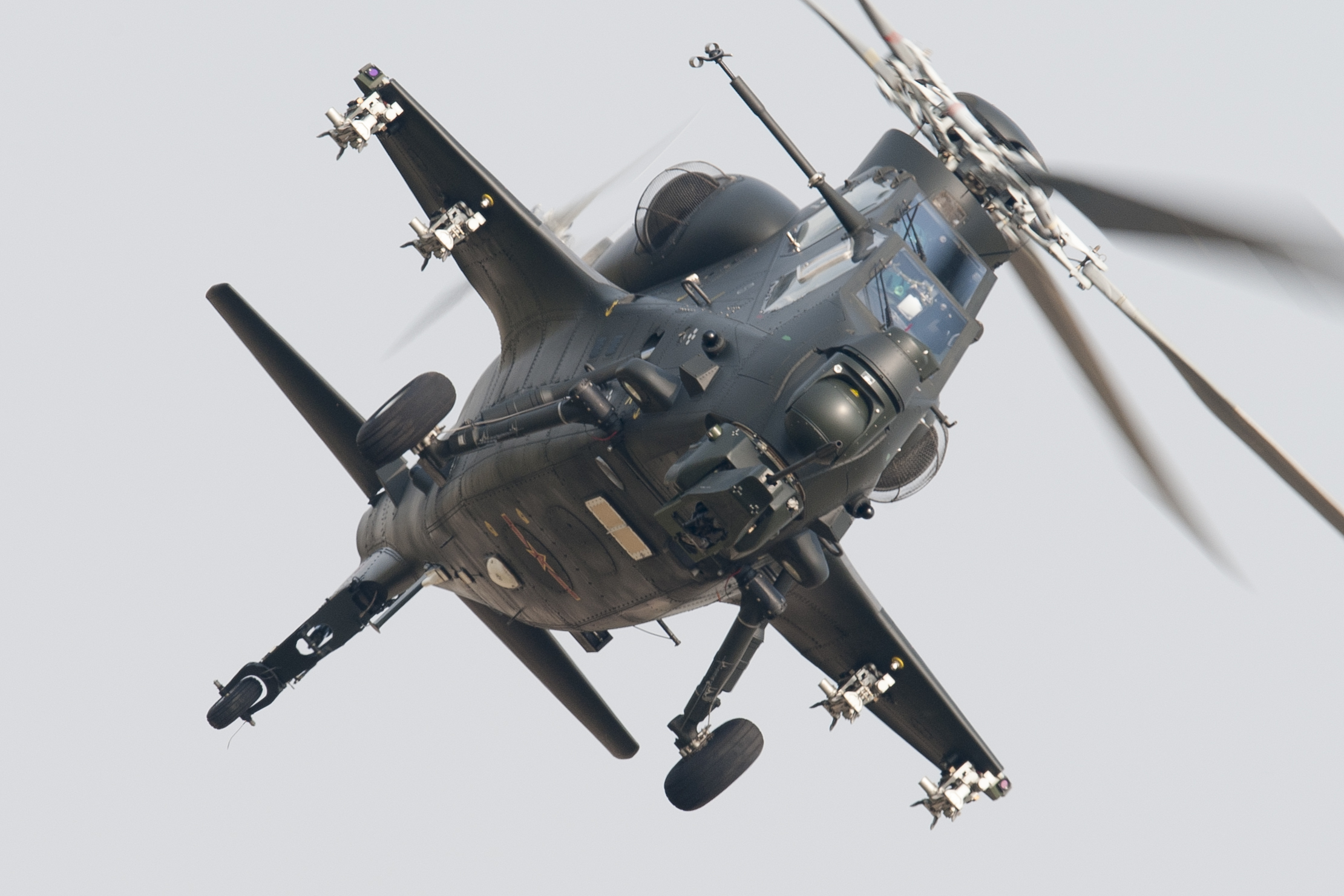
WZ-10의 정면 모습

- 미사일: ** 16 x HJ-10 공대지 미사일. 중국판 헬파이어 미사일이며, ADK10가 공식 명칭이다.[6]
  - 16 x HJ-8, HJ-9 대전차 미사일, 중국판 토우
  - 16 x TY-90 공대공 미사일, 중국판 스팅어
  - 4 x PL-5, PL-7, PL-9 공대공 미사일, 중국판 사이드와인더

항공전자장비
- YH 밀리미터파 화력 통제 레이다
- 헬멧 마운티드 디스플레이, 나이트 비전 고글 포함
- BM/KG300G 재밍 포드
- Blue Sky navigation pod
- KZ900 정찰 포드
- YH-96 전자전 장비

## 인민해방군 헬기 전력
| 중국  | 보유량 |
| ----- | ------ |
| Z-19  | 186대  |
| WZ-10 | 300대  |
| Z-20  |        |

## 같이 보기
- AH-64 아파치
- 유로콥터 타이거
- 한국형 공격헬기 사업